# Empis funebris
Empis funebris är en tvåvingeart som beskrevs av Johann Wilhelm Meigen 1804. Empis funebris ingår i släktet Empis och familjen dansflugor. Inga underarter finns listade i Catalogue of Life.